# Kindertransport

Socha od Franka Meislera v Londýně

Kindertransport byla organizovaná záchranná akce, která se uskutečnila během devíti měsíců před vypuknutím druhé světové války. Spojené království tehdy přijalo téměř deset tisíc převážně židovských dětí z Německa, Rakouska, Československa, Polska a Svobodného města Gdaňsk. Děti byly rozmístěny do britských pěstounských domovů, hostelů, škol a na farmy. Často se staly jedinými členy svých rodin, kteří přežili holokaust. Mezi zachráněné děti patřily například Yosef Alon (důstojník Izraelského vojenského letectva), Benjamin Abeles (fyzik), Paul Ritter (architekt), Heini Halberstam (matematik) a Gerda Mayer (básnířka). Mezi osoby, kteří s Kindertransportem pomáhaly, patří například Nicholas Winton, Solomon Schonfeld a Wilfrid Israel.